# Sportåret 1917

## Händelser

### Bandy
- 12 februari - IFK Uppsala blir svenska mästare genom att finalslå AIK med 11-2 på Stockholms stadion.[1]

### Baseboll
- 15 oktober - American League-mästarna Chicago White Sox vinner World Series med 4-2 i matcher över National League-mästarna New York Giants.[2] Nästa seger för White Sox skulle dröja till 2005.

### Fotboll

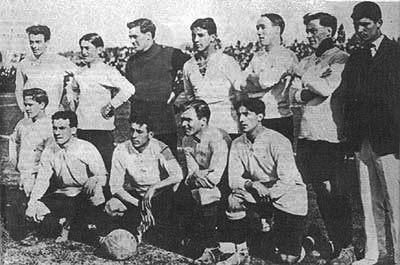
Uruguays lag i sydamerikanska mästerskapet.

- 14 oktober – Uruguay vinner sydamerikanska mästerskapet i Uruguay före Argentina och Brasilien.[3]
- 11 november – Djurgårdens IF blir svenska mästare efter finalseger med 3–1 över AIK. Matchen spelas på Stockholms stadion.[4]
- Okänt datum – IFK Göteborg vinner Svenska serien för femte året i rad.
- Okänt datum – KB blir danska mästare.

### Friidrott
- Bill Kennedy, USA vinner Boston Marathon. [5]

### Ishockey

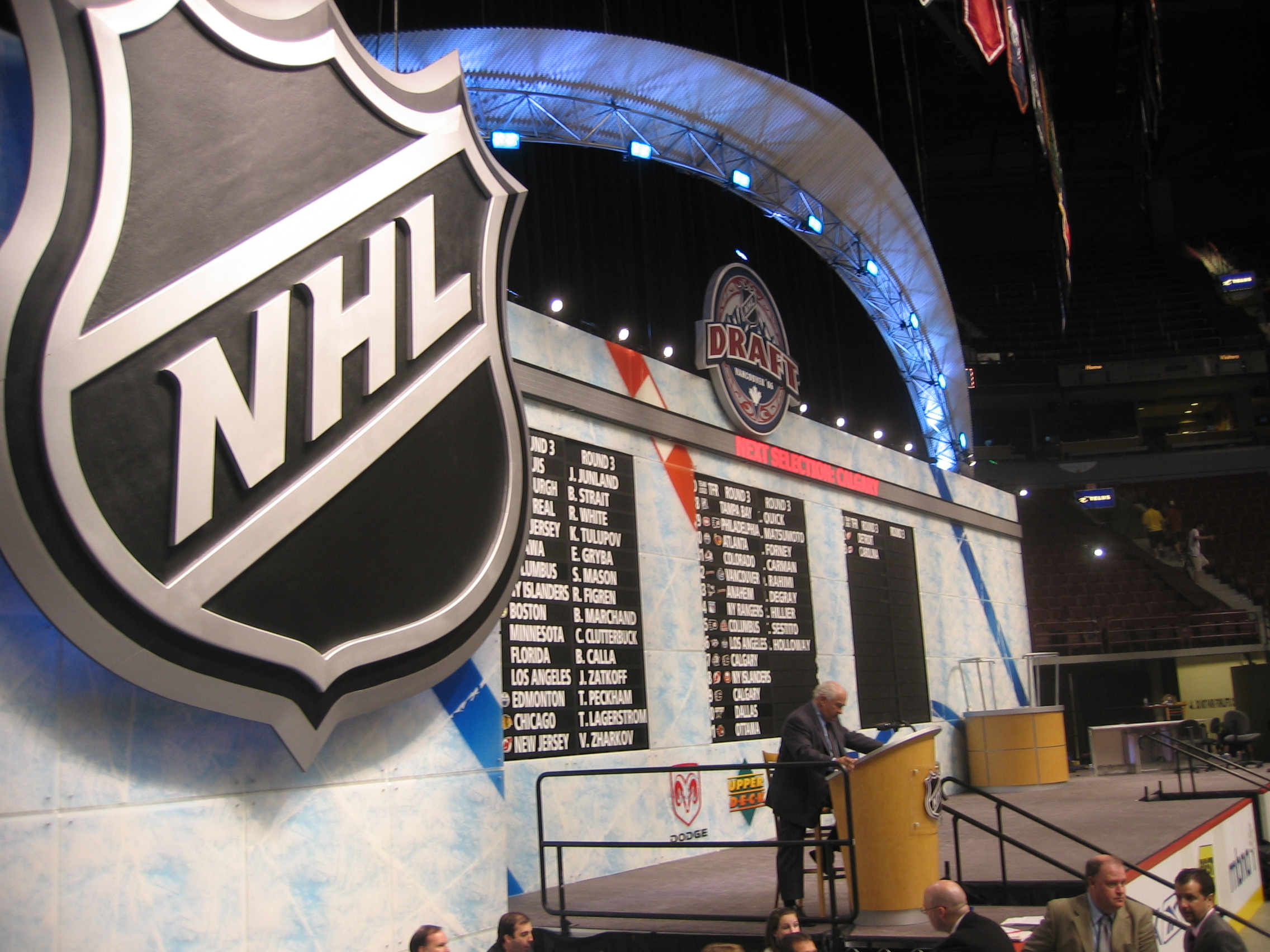
NHL.

- 22 november - NHL bildas.

### Längdåkning
- SM på 30 km vinns av Anders Persson, Bollnäs GIF.
- SM på 60 km vinns av Gustaf Wahlgren, Djursholms IF.

## Födda
- 25 juni - Nils Karlsson, svensk längdskidåkare.
- 26 juli - Bertil Nordahl, svensk fotbollsspelare och -tränare.
- 27 oktober - Arne Andersson, svensk idrottsman (löpare) och förskollärare.
- 29 oktober - Henry Carlsson, svensk fotbollsspelare och -tränare.
- 20 november - Bobby Locke, sydafrikansk golfspelare.

## Avlidna
- 2 januari – Léon Flameng, fransk cyklist, olympisk guldmedaljör.
- 13 juli – James Dwight, amerikansk tennisspelare.
- 20 december – Lucien Petit-Breton, argentinsk-fransk cyklist.

## Rekord

### Friidrott
- 5 augusti – John Zander, Sverige, sätter nytt världsrekord[6] på 1 500 meter med 3.54,7 min

### Simning
- 25 augusti – Erna Murray, Tyskland förbättrar sitt eget världsrekord på 100 m bröstsim, damer till 1.35,0 min

### Fotnoter
1. ↑  Erik Jonsson (12 februari 1917). ”1907–1919”. Svenska Bandyförbundet. Arkiverad från originalet den 14 februari 2015. https://web.archive.org/web/20150214185248/http://www.svenskbandy.se/BANDYFINALEN/HISTORIK/Svenskamastare/Herrar/1907-1919/. Läst 1 september 2011.
2. ↑  ”1917 World Series” (på engelska). Baseball-Reference.com. http://www.baseball-reference.com/postseason/1917_WS.shtml. Läst 16 juli 2015.
3. ↑  ”South American Championship 1917” (på engelska). RSSSF. http://www.rsssf.com/tables/17safull.html. Läst 16 augusti 2011.
4. ↑  Jimmy Lindahl (10 mars 2000). ”Svenska mästare i fotboll 1896–1925”. Bolletinen. http://www.bolletinen.se/sfs/allsvenskan/sm1896.pdf. Läst 10 oktober 2011.
5. ↑  ”Boston Marathon”. Arkiverad från originalet den 27 april 2015. https://web.archive.org/web/20150427035419/http://www.baa.org/races/boston-marathon/boston-marathon-history/past-champions/past-mens-open-champions.aspx. Läst 9 april 2011.
6. ↑  Svenska världsrekord Arkiverad 21 januari 2021 hämtat från the Wayback Machine. Friidrott.se (läst 20 mars 2021)